# Engranne
Die Engranne ist ein Fluss in Frankreich, der im Département Gironde in der Region Nouvelle-Aquitaine verläuft. Sie entspringt im südwestlichen Gemeindegebiet von Castelviel, nahe der Grenze zur Nachbargemeinde Gornac, entwässert generell in nördlicher Richtung durch das Weinanbaugebiet „Entre deux mers“ und mündet nach rund 22 Kilometern an der Gemeindegrenze von Saint-Jean-de-Blaignac und Saint-Aubin-de-Branne als linker Nebenfluss in die Dordogne.

## Orte am Fluss
(Reihenfolge in Fließrichtung)
- Bardet, Gemeinde Gornac
- Griffon, Gemeinde Castelviel
- Esbelingue, Gemeinde Castelviel
- Coirac
- Saint-Genis-du-Bois
- Martres
- Lassijan, Gemeinde Frontenac
- Cessac
- Courpiac
- Les Gourdins, Gemeinde Lugasson
- Bellefond
- Jugazan
- Lafond, Gemeinde Naujan-et-Postiac
- L’Estrabeau, Gemeinde Saint-Aubin-de-Branne
- Saint-Jean-de-Blaignac

## Ökologie
Das Einzugsgebiet der Engranne ist größtenteils als Natura 2000-Schutzgebiet ausgewiesen.